# Centralortsteorin

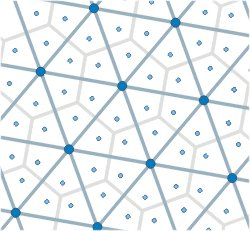
Schematisk modell av ett område enligt Centralortsmodellen

Hexagonprincipen i Centralortsmodellen

Centralortsteorin eller Centralortsmodellen (tyska: System zentraler Orte, engelska: Central place theory) är en vetenskaplig teori inom ekonomisk geografi och kulturgeografin. Centralortsteorin är en lokaliseringsteori som förklaring till hur samhällen av olika storlekar fördelas efter ett visst mönster. Modellen bygger på en balans i avstånd mellan utbud och konsument och används inom stadsplanering och annan samhällsplanering. Centralortsteorin användes till exempel som underlag för kommunreformen i Sverige 1971.

## Bakgrund
Centralortsteorin utvecklades kring 1933 av den tyske geografen Walter Christaller (1893-1969).
Christaller studerade kartor över sydvästra Tyskland och konstaterade att olika städer av liknande storlek låg på ungefär liknande avstånd ifrån varandra. Utifrån denna homogenitet gjordes en förenklad generaliserad modell med en avgränsning i form av en hexagon kring varje storstad. Storstaden definierades som ”centralort” och det kringliggande omlandet som ”influensfält” där övriga samhällen samverkar med varandra i mindre influensfält. Fördelningen av centralorter avgörs av hur väl centralorten servar omlandet. Övriga samhällen i centralortsfältet underdelades i ”regionalorter” (mellanorter) och ”lokalorter” (närorter).
Centralortsteorin blev Christallers doktorsavhandling och arbetet utkom i bokform 1933 (Die zentralen Orte in Süddeutschland, Jena, Gustav Fischer Verlag).

## Modellen

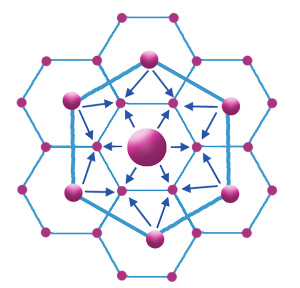
K-3 systemet

Enligt modellen är ett samhällets huvudsakliga funktion att tillhandahålla tjänster och varor till invånarna. Modellen har tre delar, en marknadsdel (K-3), en infrastrukturdel (K-4) och en förvaltningsdel (K-7)
Christallers premisser till modellen var
- isotropisk och homogen markyta
- jämnfördelad befolkning inom området med liknande inkomst och liknande behov
- jämnfördelade produktionsfaktorer och resurser inom området
- liknande geografiska avstånd och transportnät
- liknande transportkostnader proportionellt till avstånd
- liknande produktion och efterfråga
- producenter strävar efter högstmöjliga vinst
- konsumenter strävar efter högstmöjliga nyttovärde (Homo oeconomicus)
- konsumenter och producenter har full kunskap och rationellt beteende

Modellen utgår från antagandet att utbudet av tjänster och varor är beroende av avstånd och konsumentunderlag. Invånaren vill inte färdas långa sträckor (tröskelvärde) för att köpa dagligvaror men är beredd att färdas längre sträckor (influensfält) vid behov av sällanvaror. Olika varor, tjänster och serviceutbud är i sin tur beroende av olika stora konsumentunderlag (influensfält) för att vara kostnadseffektiva eller lönsamma (tröskelvärde). Exklusiva varor kräver större kundunderlag än dagligvaror.

### K-3 systemet
I marknadsmodellen klassificerades samhällen i 3 kategorier  utifrån utbudet av tjänster och varor.
- Huvudort (Centralort)
- Regionalort (Mellanort)
- Lokalort” (Närort)

Lokalorten erbjuder inom närområdet ett utbud av basala tjänster och varor med hög efterfråga hos en enskild konsument, t.ex. dagligvaror. Regionalorten erbjuder på rimligt avstånd ett större utbud av tjänster och varor men med måttlig efterfråga hos en enskilt konsument och centralorten erbjuder på acceptabelt avstånd det största utbudet av tjänster och varor men med låg efterfråga hos en enskilt konsument. Regionalorten erbjuder även lokalortens utbud och centralorten erbjuder även lokalortens och regionalortens utbud. Centralorten ligger nära den geografiska mitten i det område den servar, blir avståndet för stort tar en annan centralort vid.
Bor konsumenten i en centralort gäller samma mönster, man handlar sin mjölk i kvartersbutiken (Lokalort), mera avancerade varor i närmaste centrum (Regionalort) och sällanvaror i city (Centralort).
I marknadsmodellen ligger en lokalort i varje hörn av gränslinjen för hexagonen, varje lokalort servas av 3 högre orter (2 regionalorter och 1 centralort), omvänd servar varje regionalort 6 lokalorter och varje centralort 6 regionalorter.

### K-4 systemet

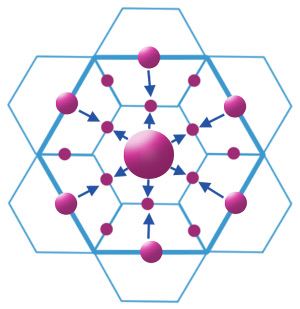
K-4 systemet

I transportmodellen används endast 2 samhällskategorier. Här beskrivs trafikförbindelser inom en hexagon med en optimering av vägnätet. Huvudleder förbinder centralorter och regionalorter och lokalorter ligger längs huvudlederna. Optimeringen medför reducerade transportkostnader för producenter och servicegivare, samtidigt som det medför en reducerad restid och kostnad för konsumenten inom området.
I transportmodellen ligger en regionalort mitt i varje gränslinje för hexagonen.

### K-7 systemet

K-7 systemet

I förvaltningsmodellen används endast 2 samhällskategorier. Här beskrivs administreringsprinciper inom en hexagon med en optimering av förvaltningsområden. Områden är uppbyggda i grupper om 7 samhällen inom ett område. Centraliseringen medför reducerade driftkostnader för producenten, samtidigt som det ligger på acceptabelt avstånd inom området för konsumenten.
I förvaltningsmodellen ligger en regionalort nära varje hörn av gränslinjen för hexagonen men innanför gränslinjen.
K-7 systemet är svårare att uppnå då en reell region av olika skäl inte alltid kan sammanfalla med en formell region (t.ex. kommun).